# Кибель, Илья Афанасьевич
Илья́ Афана́сьевич (Ефроимович) Ки́бель (6 (19) октября 1904, Саратов — 5 сентября 1970, Москва) — советский математик, гидромеханик и метеоролог, один из создателей современной динамической метеорологии. Член-корреспондент АН СССР (1943).

## Биография
Родился 6 (19) октября 1904 года в Саратове. Отец — врач-окулист Ефроим Моисеевич Кибель (1869—1938), до 1904 года служившего земским врачом в Тобольске, в 1905—1907 годах в селе Красный Яр Самарской губернии и с 1908 года глазным врачом в Саратове. Мать (ум. 1913) была фельдшером. Брат — Моисей Афанасьевич Кибель, который, работая заведующим Василеостровским домом культуры в Ленинграде, был в 1937 году арестован и 1938 годурасстрелян.
Окончил физико-математическое отделение педагогического факультета Саратовского университета в 1925 году. В 1925—1943 годах работал в Ленинграде в Отделе динамической метеорологии Главной геофизической обсерватории (ГГО), основанном А. А. Фридманом. Одновременно в 1929—1941 годах Кибель являлся преподавателем кафедры гидроаэромеханики ЛГУ. В феврале 1935 года ему была присуждена ученая степень доктора физико-математических наук.
После начала Великой Отечественной войны вместе с коллективом ГГО был эвакуирован в Свердловск.
В 1943—1958 годах заведующий Отделом динамической метеорологии Центрального института прогнозов, в 1958—1961 годах заведующий Отделом динамической метеорологии Института прикладной геофизики. Затем — заведующий Отделом краткосрочного прогноза погоды и мезометеорологии Вычислительного метеорологического центра.
В последние годы жизни Кибель страдал тяжёлой гипертонией. Скончался от инсульта 5 сентября 1970 года. Похоронен в Москве на Новодевичьем кладбище (участок № 7).
Интересы у Ильи Афанасьевича были разносторонние: он хорошо знал литературу, много читал, любил классическую музыку, балет.
Поклонник великой балерины Г. С. Улановой. Об их знакомстве говорили многие, прежде всего ленинградские знакомые Кибеля. Илья Афанасьевич восхищался Улановой, тратил большую часть своей зарплаты на цветы для неё. На Сталинскую премию он купил в комиссионном магазине белый рояль и подарил его Улановой.
Кибель часто отдыхал в Ливадии, в санатории, размещавшемся в бывшем царском дворце. Ему там нравилось. Правда, как он шутил: «царю был нужен только один туалет». Однажды, вернувшись из отпуска, Илья Афанасьевич сказал: «Такая оплошность, забыл взять с собой справочник Янке и Эмде по специальным функциям. Во всей Ялте не смог его найти. Пришлось поехать в Симеиз, в астрономическую обсерваторию».
Однажды Кибель делал доклад на заседании Учёного совета. По его данным июнь должен был оказаться теплым. Но к 29 июня, когда он выступал, накопилась суммарная отрицательная аномалия в 100 градусов. Кто-то ехидно заметил: «И чего же стоит Ваш прогноз?». Илья Афанасьевич спокойно возразил: «Но месяц-то ещё не кончился».
В начале второй половины XX века интенсивно решались задачи о структуре пограничного слоя атмосферы и, в частности, определения суточного хода метеорологических элементов в приземном слое атмосферы. В ГГО в Ленинграде профессора М. И. Юдин и Д. Л. Лайхтман использовали две различные аппроксимации вертикального профиля коэффициента турбулентности. Лайхтман использовал степенную аппроксимацию с показателем степени 1-1/p (где p — целое число), а Юдин использовал аппроксимацию линейного роста коэффициента турбулентности до некоторой высоты в зависимости от времени суток и устойчивости приземного слоя. А выше — константа. Эта модель называлась модель с изломом.
На одном из научных семинаров Кибеля разгорелся спор — какая модель лучше. Илью Афанасьевича попросили высказать свое мнение. Кибель ответил: «Мы живем на втором этаже. Каждое утро я смотрю в окошко, и ни разу не видел ни излома, ни числа p».

## Награды и премии
- Сталинская премия III степени (14 марта 1941) — за разработку нового метода предсказания погоды, основанного на уравнениях аэродинамики[1][3][4]
- орден Ленина (1953)[3][20]
- два ордена Трудового Красного Знамени (1943, 1945)[3][19][20]
- премия имени А. А. Фридмана (1972, посмертно)[20]

## Семья
- жена — Е. Н. Блинова, член-корреспондент АН СССР (1953)[3][18][20]

## Научная деятельность

Могила Кибеля на Новодевичьем кладбище Москвы.

Начиная с середины XIX века прогнозы погоды осуществлялись синоптическим методом, основанном на составлении и анализе карт погоды. Такой метод был весьма трудоёмким и неточным. Большое значение имели субъективные факторы. В 1904 году Вильгельм Бьеркнес опубликовал работу «Проблема предсказания погоды, рассматриваемая с точки зрения математики и механики», в которой прогноз погоды рассматривался как решение системы уравнений гидромеханики сжимаемой жидкости. В 1922 году английский ученый Льюис Ричардсон выпустил в свет труд «Предсказание погоды с помощью численного процесса», в котором изложена методика расчета будущей погоды на основе численного решения уравнений динамики атмосферы. Однако составленный после длительных расчетов прогноз погоды на одни сутки вперед (на 20 мая 1910 года) оказался неудачным, что объясняется несовершенством расчетной схемы решения этих уравнений. Ричардсон не отфильтровал гравитационные и акустические волны, возникающие в атмосфере, так как соотношение шагов по времени и координатам было завышенным (критерий Куранта—Фридрихса—Леви). Как любил повторять Кибель: «Ричардсон пытался рассчитать одновременно и выпадение дождя, и шум падающих капель». Будучи последователем Александра Александровича Фридмана и Николая Евграфовича Кочина, Кибель посвятил жизнь развитию гидродинамических (численных) методов прогноза погоды.
В 1940 году Кибель опубликовал статью «Приложение к метеорологии уравнений механики бароклинной жидкости», в которой осуществил революцию в метеорологии, найдя первый эффективный практический способ решения системы уравнений погоды, в которую входят уравнения гидромеханики невязкой бароклинной жидкости. Расчёт осуществлялся при помощи арифмометра. В 1941 году за это открытие Илья Афанасьевич был удостоен Сталинской премии.
В 1941 году Кибель разработал методику прогнозирования погоды по «обрезанной» карте. Карты погоды времен войны назывались обрезанными, так как было очень трудно получить данные метеонаблюдений с оккупированной фашистами территории. Также во время войны для расчёта давления на лёд при прокладке Дороги жизни в осаждённый Ленинград по Ладожскому озеру были применены методы, предложенные Кибелем.
С 1943 по 1958 год возглавлял Отдел динамической метеорологии в Центральном институте прогнозов (ЦИП) в Москве. Появление ЭВМ способствовало развитию гидродинамических методов прогноза погоды. В то время в среде метеорологов было немало противников гидродинамических методов. Кибелю приходилось вести непрерывную борьбу за существование возглавляемого им направления.
В весеннем семестре 1956 года выдающийся ученый прочел студентам мехмата МГУ курс лекций «Введение в гидродинамические методы краткосрочного прогноза погоды», который лег в основу монографии.
В 1958 году он был вынужден уйти из ЦИП. С 1958 по 1961 год Кибель работал в Институте прикладной геофизики имени Е. К. Федорова (ИПГ). В 1961 году организовал Объединённый вычислительный центр АН СССР и Гидрометслужбы, который в 1962 году был переименован в Вычислительный метеорологический центр (ВМЦ). В 1965 году ЦИП и ВМЦ были объединены в Гидрометцентр СССР.
Среди учеников Кибеля академики Г. И. Марчук, А. А. Дородницын, А. С. Саркисян, А. С. Монин, члены-корреспонденты АН СССР Г. П. Курбаткин и С. В. Валландер, доктора наук В. П. Садоков, С. А. Машкович, С. Л. Белоусов и другие.
Илья Афанасьевич Кибель был весьма разносторонним учёным. В конце 20-х — начале 30-х годов XX века, кроме математики, гидромеханики и метеорологии, он также проявлял интерес к астрономии.

## Адреса
- Саратов, Вольская улица, 52/54[5]
- Москва, Ленинский проспект, 13[4]